# Madhya Pradesh Vikas Congress
Madhya Pradesh Vikas Congress (Madhya Pradeshs utvecklingskongress), politiskt parti i den indiska delstaten Madhya Pradesh 1996-1998. MPVC grundades av f.d. flygministern Madhavrao Scindia, efter att denne nekats kandidatur från Kongresspartiet inför Lok Sabhavalet 1996. Scindia vann ett mandat som MPVC-kandidat.
MPVC gick med i regeringskoalitionen United Front efter valet.
1998 återförenades MPVC med Kongresspartiet efter att Scindias fiende P.V. Narasimha Rao avgått som Kongresspartiets ledare.